# Репинское сельское поселение (Омская область)
Репинское се́льское поселе́ние — муниципальное образование в Калачинском районе Омской области Российской Федерации.
Административный центр — село Репинка.

## История
Статус и границы сельского поселения установлены Законом Омской области от 30 июля 2004 года № 548-ОЗ «О границах и статусе муниципальных образований Омской области».

## Население
| 2010  | 2011  | 2012  | 2013  | 2014  | 2015  | 2016  |
| ----- | ----- | ----- | ----- | ----- | ----- | ----- |
| 1335  | ↘1331 | ↘1295 | ↘1275 | ↘1254 | ↘1250 | ↘1249 |
| 2017  | 2018  | 2019  | 2020  | 2021  | 2023  |       |
| ↘1243 | ↘1236 | ↘1227 | ↗1235 | ↗1299 | ↘1238 |       |

## Состав сельского поселения
| № | Населённый пункт | Тип населённого пункта       | Население |
| - | ---------------- | ---------------------------- | --------- |
| 1 | Воскресенка      | деревня                      | ↘224      |
| 2 | Новоградка       | деревня                      | ↘238      |
| 3 | Репинка          | село, административный центр | ↘759      |
| 4 | Стеклянка        | деревня                      | ↘114      |